# Horní Dunajovice
Horní Dunajovice település Csehországban, a Znojmói járásban. Horní Dunajovice Trstěnice, Želetice, Mikulovice, Morašice, Žerotice, Výrovice és Višňové településekkel határos. Lakosainak száma 632 fő (2024. január 1.).

## Népesség
A település lakosságának változását az alábbi diagram mutatja:
| Lakosok száma | 878  | 998  | 1132 | 820  | 667  | 650  | 607  | 626  | 628  | 632  |
|               | 1869 | 1890 | 1921 | 1950 | 1980 | 2001 | 2017 | 2019 | 2022 | 2024 |